# Região de Ali Sabieh
A região de Ali Sabieh é uma região do Djibuti, fronteiresca à região de Arta, a norte, à Somália, para este, e à Etiópia a sul, enquanto a oeste limita a região de Dikhil. A sua capital é Ali Sabieh, uma cidade cuja população projetada para 2007 é de 41.292 habitantes.
É uma das duas únicas regiões do Djibuti que não tem costa, limitando a riqueza da população, até porque se situa numa região montanhosa, próxima ao deserto e com muito poucos espaços verdes ou espaços para grandes explorações agrícolas. No entanto, a exitência de um aeroporto, situado estrategicamente perto da capital devido à próximidade com a Somália, permite o contacto com as outras regiões e com os países fronteirescos.
O petróleo condiciounou a evolução da região, e a capital cresceu amplamente. No entanto, a população continua maioritariamente no limiar da pobreza.